# Вулиця Олександра Довженка (Тернопіль)
Вулиця Олександра Довженка — вулиця в житловому масиві «Східний» міста Тернополя. Названа на честь українського кінорежисера, кінохудожника, драматурга, класика світового кінематографа Олександра Довженка.

## Відомості
Розпочинається від вулиці Лесі Українки, пролягає на південь, згодом — на південний схід до вулиці Протасевича, де і закінчується. На вулиці розташовані багатоповерхівки.

## Дотичні вулиці
Лівобічні: Героїв Крут, Клима Савура

## Транспорт
На вулиці знаходяться 3 зупинки громадського транспорту («Вулиця Олександра Довженка», «Вулиця Клима Савура», «Тернопільавто»), до яких курсують автобусний маршрут №11 та тролейбус №4.

## Установи
- Тернопільміськгаз (Олександра Довженка, 14А)

## Релігія
- Церква Різдва Івана Хрестителя (Олександра Довженка, 9А)